# Giacomo Promontorio
Giacomo Promontorio (Genova, 1508 – Genova, 1578) fu il 58º doge della Repubblica di Genova.

## Biografia

Stemma nobiliare dei Promontorio

Scarne le notizie biografiche sulla figura di Giacomo Promontorio, il secondo doge della famiglia a ricoprire quel ruolo dopo la brevissima esperienza dogale di Clemente Promontorio. Nativo di Genova intorno al 1508, ricoprì dal 1539 la carica pubblica di governatore e senatore della repubblica genovese.
Fu eletto al titolo dogale il 4 gennaio 1553, la tredicesima in successione biennale e il cinquantottesimo nella storia repubblicana, in un clima teso per lo stato genovese in quanto la richiesta d'indipendenza avanzata dalla Corsica si fece in quel periodo più pressante e, tra l'altro, appoggiata dalla Francia di Enrico II e dai Turchi. Al comando dell'ammiraglio Andrea Doria partì una flottiglia alla volta della colonia corsa assieme alle navi inviate dall'imperatore Carlo V d'Asburgo. Fu lo stesso doge Giacomo Promontorio a consegnare il vessillo di San Giorgio al principe Doria che ne uscì vittorioso dalla rivolta in Corsica.
Sotto il mandato dogale si stabilirono a Genova i Gesuiti che iniziarono ad organizzare e a fondare pubbliche scuole.
Terminata la carica il 4 gennaio 1555 servì ancora la repubblica in altri incarichi di stato. Morì a Genova nel 1578 e trovò sepoltura all'interno della chiesa di Santa Caterina.
Il nome di Giacomo Promontorio è citato in alcuni documenti-verbali relativi al dogato di Giovanni Battista Cicala Zoagli nei quali, su espressiva richiesta del doge, autorizzava l'ex doge a vendere i diritti che lo stato genovese aveva in Spagna.